# 星座
星座（せいざ、英: constellation）は、天球を赤経・赤緯の線に沿った境界線で区切った領域のこと。かつては、複数の恒星が天球上に占める見かけの配置を、その特徴から連想した人、神、動物、物などさまざまな事物の名前で呼んだものであった。古来さまざまな地域・文化や時代に応じていろいろなグループ化の方法や星座名が用いられた。

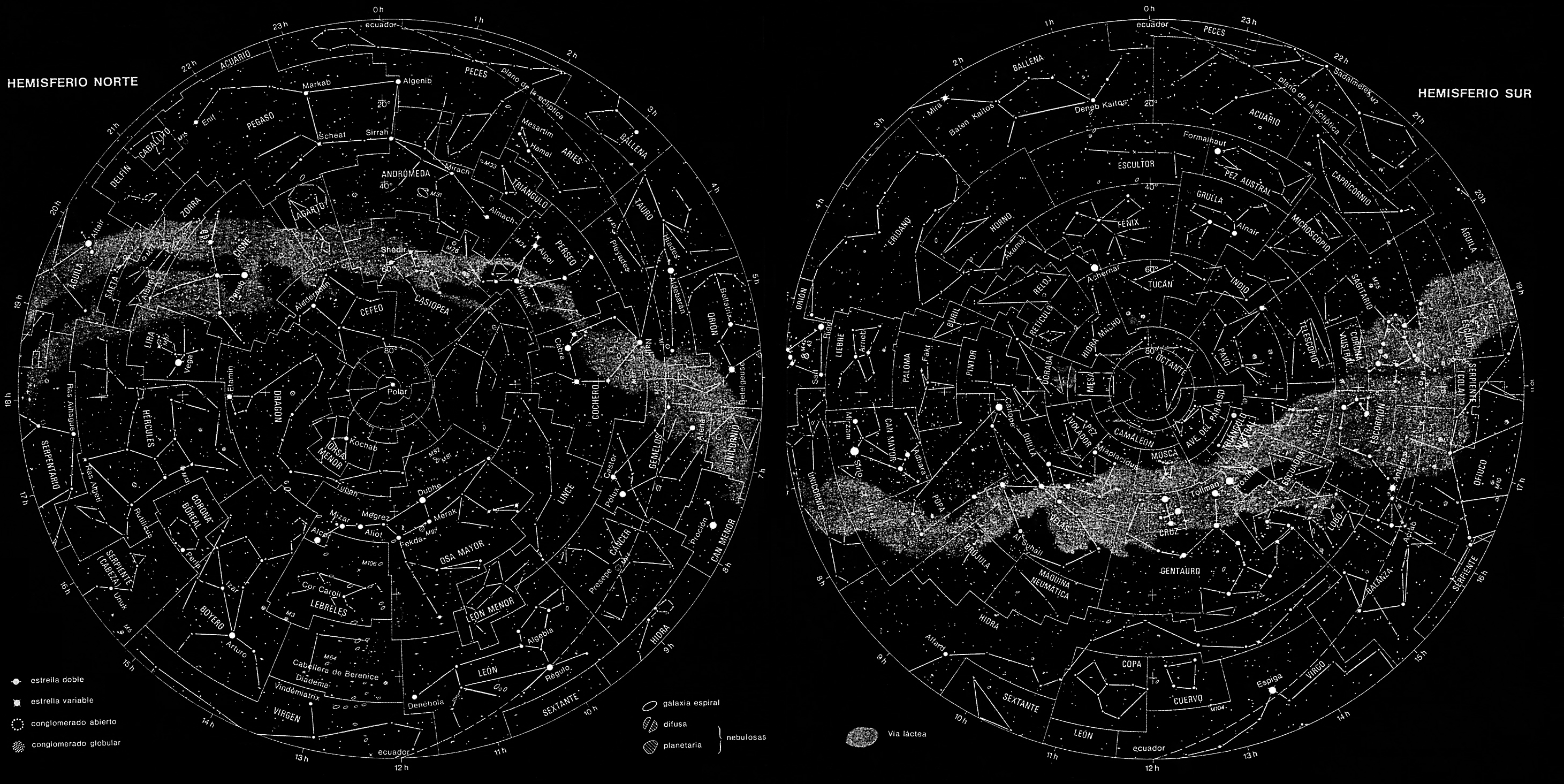
左は北半球、右は南半球の星座

## 概要
天文学的には恒星同士の見かけの並びに特段の意味はない。プレアデス（すばる）などの散開星団を除き、星座を構成する星は互いに天体力学的な関連をもって並んでいるわけではなく、地球からの距離もまちまちで、太陽系の位置からたまたま同じ方向に見えるだけである。しかし、古来星座にまつわるさまざまな伝説・神話が伝承されているため、これらの物語が宇宙や天体観測に興味を持つきっかけとなる人も多く、天文学の入門として広く話題に取り上げられ、親しまれている。
星座以外に、特定の星の並びに対してつけられた非公式な呼び名としてアステリズム（英: asterism、星群）もある。たとえば、「北斗七星」はおおぐま座の一部で、くまのしっぽにあたる目立った7個の星がひしゃく状をなすことからつけられた名前である。
国際天文学連合（IAU）が定めた88の星座には、境界線は定められている。しかし、星のつなぎ方（星座線）は定められていない。

## 歴史

### 古代エジプト・メソポタミア・ギリシア
古代エジプトの遺跡で、星の並びを人などに見立てた図が発見されている。この星座は総称してデカンと呼ばれ、一年を360日として10日ごとの区画に割る指標として用いられていた。しかし、一部を除いて同定されていないものが多く、現在も研究が続けられている（エジプト天文学）。これが記録に残る最古の星座である。なお、現在の88星座に直接結びついてはいない。星同士を結んで星座を作る風習がのちにメソポタミア文明に伝わり（バビロニア天文学）、ここで現在の星座の原型ができたと考えられる。ただし、エジプトとは独立して、別個に星座を作ったという可能性もある。
最初に決められた星座は、黄道十二星座である。物的な証拠は残っていない。しかし、メソポタミア文明以前から住み着いていた羊飼いによって設定されたという説がある。ヒツジ、ヤギ、ウシといった家畜がすべてこの黄道十二星座に含まれているのが間接的な証拠とされるが、羊飼いが設定した星座は12個ではなかった可能性もある。ただし、欧米ではこの「羊飼い説」はその資料を探すのも困難で、物的資料からも星座の起源は紀元前5世紀ごろとされて久しい。日本でのみ羊飼い説が信じられている。しかし、最近の関連図書ではようやく紀元前5世紀が正しいとするものも出てきた。
これらの黄道の星座はメソポタミア文明に取り入れられ、西洋占星術の基礎となった。メソポタミアのムル・アピン粘土板（紀元前6世紀、写しは大英博物館蔵）には、黄道十二星座を含め66の星座のリストが存在し、メソポタミアの神に基づくエンリルの道、アヌの道、エアの道に大別される。これらは古代エジプトを通じて古代ギリシアに伝わり、ギリシア人たちは自分たちの神話体系にこれを取り入れるとともに、自分たちでもさらに新しい星座を設定した。ギリシア人が設定した星座にはみな神話がついている。
古代ギリシアでの星座への言及でもっとも古いものは、紀元前9世紀のホメロスの二大叙事詩『イーリアス』『オデュッセイア』で、星座名としてはおおぐま座、オリオン座、うしかい座が登場した。
紀元前4世紀の天文学者エウドクソスは、現代につながる44星座を決定したとされるが、その著書は残っていない。かわりに紀元前3世紀の小アジア生まれのマケドニアの詩人アラトスがこの44星座を詩にし、これが残っている。プレアデスとヒュアデスの2星団を星座にしているほかは、ほぼ現行のものが使われていた。
現代につながる49星座の設定者は紀元前2世紀の天文学者ヒッパルコスで、アラトスのものに修正を加え、現在にすべてつながる46星座を決定した。この後、トレミーの48星座とかみのけ座を合わせた全49星座を決定したという説もあるが、その著書は残っていない。
紀元2世紀、クラウディオス・プトレマイオスがトレミーの48星座を決定した。彼はかみのけ座を認めなかった。この48星座を決定した者はヒッパルコスだという主張もあるが、著書の残るプトレマイオスの名をとり、今でもこれらの星座は「トレミーの48星座」と呼ばれ続けている。なお、トレミーはプトレマイオスの英語読みである。これは長く標準となり、16世紀までは変更が加えられることはなかった。

### 古代中国
星の集合体
中国では星空を天上世界の官僚機構に見立て、星同士を結ぶ線で構成される形を「星官」と呼んだ。西洋の星座と違い、1星や2星といった少数の星によって構成されるものも多いことが特徴である。古来より天文家ごとに星官の名称は異なっていたが、三国時代の陳卓が石氏・甘氏・巫咸三家の星官を統合して283官1,464星とし、以後、この体系が沿用された。なお宋代の「蘇州・石刻天文図」には1,440星が刻されている。
天球上の領域
星官は西洋天文学の星座と異なり、それ自体に星空を分割した区画の意味は含まれていない。天球上をある程度の面積をもった領域に区分した天区には三垣二十八宿の体系が作られた。個々の天区は天の北極付近および黄道沿いにある主要な星官に距星が置かれ、その距星のある星官によって名前がつけられている。
また二十八宿を7宿ごとにまとめた四象があり、東方青龍・北方玄武・西方白虎・南方朱雀に四分された。
なお、三垣二十八宿や四象は星官にもとづいた不均等区分の天球分割法であるが、中国天文学にはこのほかに天球を12の区画に均等区分した十二次や十二辰といったものがあった。十二次・十二辰の領域や境界は二十八宿の度数を座標系として使用することによって表された。

### 大航海時代以降
16世紀、大航海時代が始まると、プトレマイオスが観測できなかった南天にも星が続々と見つかった。16世紀末に、オランダの航海者ペーテル・ケイセルとフレデリック・デ・ハウトマンが遺した記録を元に、1603年にヨハン・バイエルが『ウラノメトリア』に南天の星座を描き、以後「バイエル星座」として知られるようになった。これ以降、さまざまな天文学者が続々と新しい星座を設定したが、ヨハネス・ヘヴェリウスの7星座とニコラ・ルイ・ド・ラカーユの14星座を除くと、そのほとんどは現行の88星座に採用されていない。
この時代には南天だけでなく、北天でも星が少なくこれまで星座が設定されていなかった領域にいくつかの星座が設定された。また、当時の支配者層である王侯貴族にちなんで名付けられた星座も作られたが、そのほとんどは88星座に採用されなかった。ドイツの天文学者で宗教家のジュリアス・シラーは、キリスト教の伝聞に基づいた星座を設定し1627年に出版したが、現在はどれも使われていない。

### 現在の星座（IAU方式）
現在の88星座の原型となったのは、アメリカの天文学者エドワード・ピッカリングが1908年に刊行した『ハーバード改訂光度カタログ (Harvard Revised Photometry Catalogue)』である。この星表では、北天はフリードリヒ・ヴィルヘルム・アルゲランダーの『アルゲランダー星図 (Uranometria Nova)』（1843年）やそれを改訂したエドゥアルト・ハイスの『Atlas Coelestis Novus』（1872年）、南天はベンジャミン・グールドの『Uranometria Argentina』（1877 - 1879年）で使用された星座を引用していた。20世紀初頭に標準参照されたこの星表で使われた星座がほぼそのまま採用されることとなる。
1922年にIAUの第1回総会がローマで開催された際、全天の星座は88個とされ、同時にその名称が承認された。名称と合わせて、デンマークのアイナー・ヘルツシュプルングとアメリカのヘンリー・ノリス・ラッセルの提案により、アルファベット3文字で表記する略号も定められた。またこのとき、ベルギーのウジェーヌ・デルポルトとカスティールズは、北天の星座に対して赤道座標の経線と緯線に平行な円弧で境界線を設けることを提案した。これは、グールドが南天の星座に対して境界線を定めたのと同じ手法であった。IAUは、1925年にケンブリッジで開催されたIAU総会で「星座の科学的表記」の分科会を設立し、デルポルトに赤緯-12.5°以北の天球上の境界線を策定するよう要請した。デルポルトはグールドと同じく1875.0分点を基準とした境界線の案を1925年10月から1927年9月にかけて策定してIAUに提出し、この案が1928年にライデンで開催された第3回IAU総会で承認された。IAUは、北天と同じく南天の星座の境界線も定めるように要請、これを受けたデルポルトはグールドの定めた境界線のうち斜めに線が引かれたものを修正し、なおかつ1つの恒星も所属する星座が変わらないように境界線の改訂案を策定した。この案がIAUで承認され、1930年にケンブリッジ大学出版会から『Délimitation Scientifique des Constellations』と『Atlas Céleste』という2つの出版物として刊行されたことにより、現在の88の星座の境界線も確定された。このようにして、各星座の名称と領域が厳密に決められたことによって、あらゆる太陽系外の天体は必ずどれか1つの星座に属することとなった。
現在の88星座は、「トレミーの48星座」をベースに、近世に考案された新たな星座を加えることで成立したが、採用されなかった星座も数多くある。たとえば、ジェローム・ラランドが考案した「しぶんぎ座」は、現在はうしかい座やりゅう座の一部とされている。これにちなんでりゅう座ι星近辺を輻射点とする流星群には正式に「しぶんぎ座流星群 (Quadrantids)」の名がつけられている。

### 和名
88の星座とそのラテン語での正式名は決まったあとも、日本語の明治期から使用された星座名は、各天文団体ごとに若干異なる訳名が使われていた。1944年に学術研究会議（現・日本学術会議）が訳名を定めるとこれが全国的に使われるようになった。その後数度の改定を経ており、1994年の「学術用語集天文学編（増訂版）」で「はい座」が「はえ座」と改称されたのがもっとも新しい改定である。なお、学術用語としての星座名は、平仮名または片仮名で表記される。
また、これら学術用語とは別に、星の並び（アステリズム）に対して地方によってさまざまな呼称が存在する（星・星座に関する方言を参照）。

## 星座の一覧

### 国際天文学連合による88星座
| 和名               | 略号 | ラテン語名             | 備考                        | 提案された記号 |
| ------------------ | ---- | ---------------------- | --------------------------- | -------------- |
| アンドロメダ座     | And  | Andromeda              |                             |                |
| いっかくじゅう座   | Mon  | Monoceros              |                             |                |
| いて座             | Sgr  | Sagittarius            |                             |                |
| いるか座           | Del  | Delphinus              |                             |                |
| インディアン座     | Ind  | Indus                  |                             |                |
| うお座             | Psc  | Pisces                 |                             |                |
| うさぎ座           | Lep  | Lepus                  |                             |                |
| うしかい座         | Boo  | Boötes                 |                             |                |
| うみへび座         | Hya  | Hydra                  |                             |                |
| エリダヌス座       | Eri  | Eridanus               |                             |                |
| おうし座           | Tau  | Taurus                 |                             |                |
| おおいぬ座         | CMa  | Canis Major            |                             |                |
| おおかみ座         | Lup  | Lupus                  |                             |                |
| おおぐま座         | UMa  | Ursa Major             |                             |                |
| おとめ座           | Vir  | Virgo                  |                             |                |
| おひつじ座         | Ari  | Aries                  |                             |                |
| オリオン座         | Ori  | Orion                  |                             |                |
| がか座             | Pic  | Pictor                 | 旧称は Equuleus Pictoris    |                |
| カシオペヤ座       | Cas  | Cassiopeia             |                             |                |
| かじき座           | Dor  | Dorado                 |                             |                |
| かに座             | Cnc  | Cancer                 |                             |                |
| かみのけ座         | Com  | Coma Berenices         | 古来は星群だった            |                |
| カメレオン座       | Cha  | Chamaeleon             |                             |                |
| からす座           | Crv  | Corvus                 |                             |                |
| かんむり座         | CrB  | Corona Borealis        |                             |                |
| きょしちょう座     | Tuc  | Tucana                 |                             |                |
| ぎょしゃ座         | Aur  | Auriga                 |                             |                |
| きりん座           | Cam  | Camelopardalis         |                             |                |
| くじゃく座         | Pav  | Pavo                   |                             |                |
| くじら座           | Cet  | Cetus                  |                             |                |
| ケフェウス座       | Cep  | Cepheus                |                             |                |
| ケンタウルス座     | Cen  | Centaurus              |                             |                |
| けんびきょう座     | Mic  | Microscopium           |                             |                |
| こいぬ座           | CMi  | Canis Minor            |                             |                |
| こうま座           | Equ  | Equuleus               |                             |                |
| こぎつね座         | Vul  | Vulpecula              | 旧称は Vulpecula Cum Ansere |                |
| こぐま座           | UMi  | Ursa Minor             |                             |                |
| こじし座           | LMi  | Leo Minor              |                             |                |
| コップ座           | Crt  | Crater                 |                             |                |
| こと座             | Lyr  | Lyra                   |                             |                |
| コンパス座         | Cir  | Circinus               |                             |                |
| さいだん座         | Ara  | Ara                    |                             |                |
| さそり座           | Sco  | Scorpius               | 別名 Scorpio                |                |
| さんかく座         | Tri  | Triangulum             |                             |                |
| しし座             | Leo  | Leo                    |                             |                |
| じょうぎ座         | Nor  | Norma                  |                             |                |
| たて座             | Sct  | Scutum                 |                             |                |
| ちょうこくぐ座     | Cae  | Caelum                 |                             |                |
| ちょうこくしつ座   | Scl  | Sculptor               |                             |                |
| つる座             | Gru  | Grus                   |                             |                |
| テーブルさん座     | Men  | Mensa                  | 旧称は Mons Mensæ           |                |
| てんびん座         | Lib  | Libra                  |                             |                |
| とかげ座           | Lac  | Lacerta                |                             |                |
| とけい座           | Hor  | Horologium             |                             |                |
| とびうお座         | Vol  | Volans                 | 旧称は Piscis Volans        |                |
| とも座             | Pup  | Puppis                 | ★                           |                |
| はえ座             | Mus  | Musca                  |                             |                |
| はくちょう座       | Cyg  | Cygnus                 |                             |                |
| はちぶんぎ座       | Oct  | Octans                 |                             |                |
| はと座             | Col  | Columba                |                             |                |
| ふうちょう座       | Aps  | Apus                   |                             |                |
| ふたご座           | Gem  | Gemini                 |                             |                |
| ペガスス座         | Peg  | Pegasus                |                             |                |
| へび座             | Ser  | Serpens (caput, cauda) |                             | （、）         |
| へびつかい座       | Oph  | Ophiuchus              |                             |                |
| ヘルクレス座       | Her  | Hercules               |                             |                |
| ペルセウス座       | Per  | Perseus                |                             |                |
| ほ座               | Vel  | Vela                   | ★                           |                |
| ぼうえんきょう座   | Tel  | Telescopium            |                             |                |
| ほうおう座         | Phe  | Phoenix                |                             |                |
| ポンプ座           | Ant  | Antlia                 |                             |                |
| みずがめ座         | Aqr  | Aquarius               |                             |                |
| みずへび座         | Hyi  | Hydrus                 |                             |                |
| みなみじゅうじ座   | Cru  | Crux                   |                             |                |
| みなみのうお座     | PsA  | Piscis Austrinus       |                             |                |
| みなみのかんむり座 | CrA  | Corona Australis       |                             |                |
| みなみのさんかく座 | TrA  | Triangulum Australe    |                             |                |
| や座               | Sge  | Sagitta                |                             |                |
| やぎ座             | Cap  | Capricornus            | 別名 Capricorn              |                |
| やまねこ座         | Lyn  | Lynx                   |                             |                |
| らしんばん座       | Pyx  | Pyxis                  |                             |                |
| りゅう座           | Dra  | Draco                  |                             |                |
| りゅうこつ座       | Car  | Carina                 | ★                           |                |
| りょうけん座       | CVn  | Canes Venatici         |                             |                |
| レチクル座         | Ret  | Reticulum              |                             |                |
| ろ座               | For  | Fornax                 |                             |                |
| ろくぶんぎ座       | Sex  | Sextans                |                             |                |
| わし座             | Aql  | Aquila                 |                             |                |

★：りゅうこつ座・とも座・ほ座の3星座は、かつてはアルゴ座としてひとつの星座だった。

### 現在採用されていない星座
- アルゴ座
- アンティノウス座
- いんさつしつ（印刷室）座
- おうしゃく（王杓）座
- おおぐも（大雲）座
- おんどり座
- かんししゃ（監視者）メシエ座
- きたばえ（北蝿）座
- けいききゅう（軽気球）座
- ケルベルス座
- 子蟹座
- ザクセン選帝侯の双剣座
- こぐも（小雲）座
- しぶんぎ（四分儀）座
- しょうさんかく（小三角）座
- ジョージのこと（琴）座
- ジョン・ヒルの星座
- そくていさく（測程索）座
- チグリス座
- チャールズのかしのき（樫の木）座
- つぐみ座
- 帝国宝珠座
- でんききかい（電気機械）座
- となかい座
- ねこ座
- ハーシェルのぼうえんきょう（望遠鏡）座
- ひどけい（日時計）座
- ふくろう座
- ブランデンブルクのおうしゃく（王笏）座
- フリードリヒのえいよ（栄誉）座
- ポニアトフスキーのおうし（牡牛）座
- ボルタ電池座
- 帆柱座
- ポロフィラックス
- マエナルスさん（山）座
- 南の矢座
- モモンガ座
- ゆり座
- ヨルダン座

## 北半球・南半球からの観望
北半球では星空は北極星を中心に反時計回りの方向で動いて見える。北半球において南を向いて星空を観察すると星は東から昇り西へと沈む。南半球では天の南極を中心とした星空の動きが見えるが、天の南極の位置には天の北極の北極星にあたるような明るい星は存在しない。北半球と南半球とでは星座が上下逆さまに見えるため印象も大きく異なる。極付近に近づくにしたがって星は横方向に流れるような動きになる。
下記は日本からの観望の例である（ここでは大気差、山などの遮蔽物、光害、低高度での大気の影響は考慮せず、単純に緯度と星座の赤緯のみで判断する）。以下に記載していない55の星座は、理論上は日本のどこからでも全域を見ることができる日時がある。なお、星は高度が低いほど大気の影響を受け、特に20度以下では著しく像が悪化する。たとえば、みなみのかんむり座は理論上は札幌市から全域を観望できるが、実際には九州・沖縄まで行かないと肉眼では観望しづらい。
日本からはまったく見えない星座
- カメレオン座
- テーブルさん座
- はちぶんぎ座

日本からは一部だけしか見えない星座
＜＞内は、これ以南で星座の一部を見ることが可能な主な地域。
- インディアン座 - ＜札幌市＞
- かじき座 - ＜青森市＞
- きょしちょう座  - ＜熊本市＞
- くじゃく座  - ＜熊本市＞
- コンパス座  - ＜熊本市＞
- とびうお座 - ＜西表島＞
- はえ座 - ＜西表島＞
- ふうちょう座 - ＜沖ノ鳥島＞
- みずへび座  - ＜鹿児島市＞
- みなみのさんかく座  - ＜那覇市＞
- りゅうこつ座 - ＜新潟市＞

日本の一部の地域からは、まったく見えない星座
上記11星座（日本からは一部だけしか見えない星座）も含む。（）内は、これ以南で星座の全域を見ることが可能な主な地域。＜＞内は、これ以南で星座の一部を見ることが可能な主な地域。
- さいだん座 - （沖ノ鳥島）＜札幌市＞
- ぼうえんきょう座 - （鹿児島市）＜札幌市＞
- みなみじゅうじ座 - （西表島）＜熊本市＞
- レチクル座 - （沖ノ鳥島） - ＜東京都（本州島内の地域）＞

日本の一部の地域からは、一部だけしか見えない星座
（）内は、これ以南で星座の全域を見ることが可能な主な地域。
- いて座 - （札幌市）
- エリダヌス座 - （鹿児島市）
- おおかみ座 - （大分市）
- がか座 - （西表島）
- ケンタウルス座 - （西表島）
- けんびきょう座 - （札幌市）
- さそり座 - （札幌市）
- じょうぎ座 - （那覇市）
- ちょうこくぐ座 - （青森市）
- つる座 - （鹿児島市）
- とけい座 - （沖ノ鳥島）
- とも座 - （新潟市）
- ほ座 - （那覇市）
- ほうおう座 - （鹿児島市）
- みなみのかんむり座 - （札幌市）